# Docmio
Il docmio (in greco antico: δόχμιος?, dóchmios, "tortuoso") è un metro della poesia greca, formato da cinque sillabe e utilizzato soprattutto nelle tragedie di Eschilo ed Euripide, nei monologhi tragici cantati dalle eroine stesse. Viene utilizzato anche nel Fragmentum Grenfellianum. Lo schema metrico è ∪ — — | ∪ —.

## Origine
A tutt'oggi, l'origine del docmio è discussa: da un lato alcuni studiosi lo ritengono invenzione di Eschilo, secondo altri questa non è una spiegazione plausibile o dimostrabile, e dunque ritengono non spiegabile l'origine del metro stesso.

## Varianti
Compaiono raramente anche forme come l'ipodocmio, con schema: — ∪ — ∪ — molto simile alla tripodia trocaica.